# Guitelia itzingeri
Guitelia itzingeri là một loài bọ cánh cứng trong họ Cerambycidae.